# Посольство Республіки Еквадор у Російській Федерації

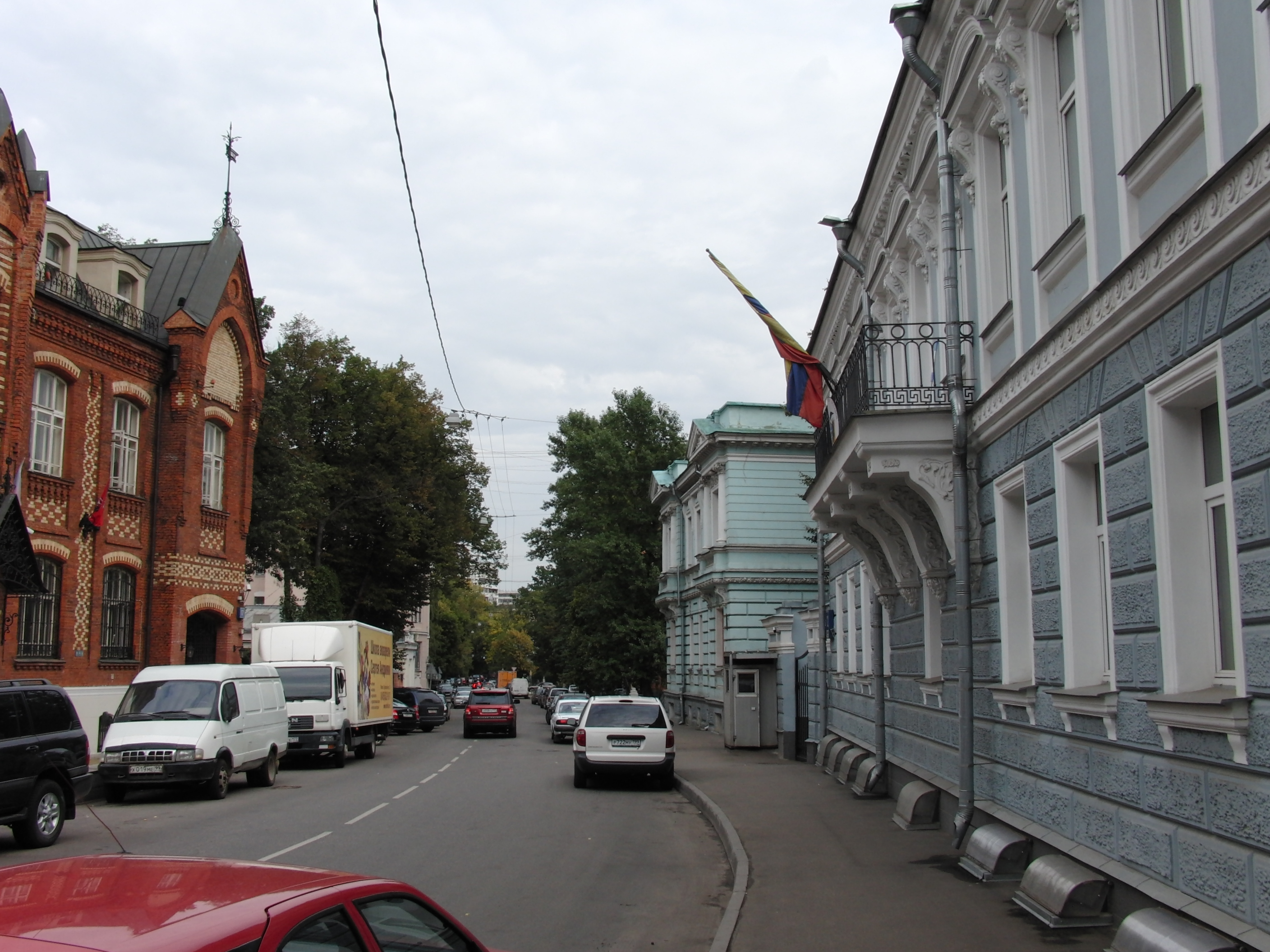
Околиці посольства.

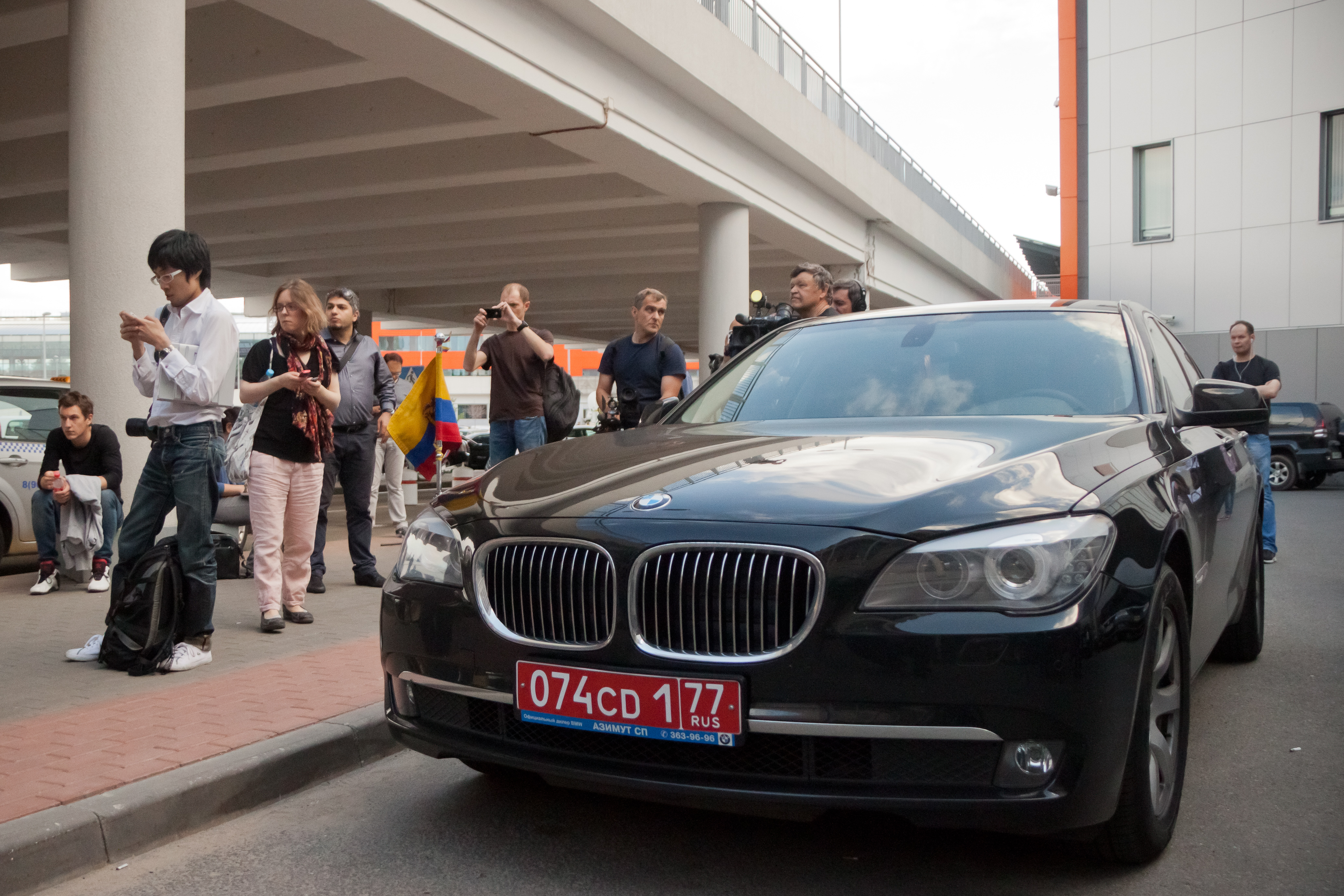
Автомобіль посольства Еквадору в аеропорту Шереметьєво.

Посольство Республіки Еквадор у Російській Федерації — посольство, що розташоване в Москві у Басманному районі на Гороховському провулку.

## Дипломатичні відносини
Дипломатичні відносини між СРСР і Республікою Еквадор були встановлені 16 червня 1945 року. Обмін посольствами відбувся 25 травня 1970 року.
У грудні 1991 року еквадорський уряд визнав Російську Федерацію в якості держави-наступника СРСР.
Індекс автомобільних дипломатичних номерів посольства — 074.

## Консульства
- Почесне консульство Еквадору у Владивостоці.

## Посли Еквадору в Росії
- Хімена Мартінес де Перес (до 2002).
- Мерседес де Хесус Тіксі Ортіс (2003—2007).
- Патрісіо Альберто Чавес Савала (з 2007 року).
- Хуліо Прадо Еспіноса